# Bad Köstritz
Bad Köstritz är en stad i Landkreis Greiz i förbundslandet Thüringen i Tyskland.
Staden ingår i förvaltningsgemenskapen Bad Köstritz tillsammans med kommunerna Caaschwitz och Hartmannsdorf.